# Saab 91 Safir
Saab 91 Safir byl švédský jednomotorový dolnoplošný cvičný letoun. Existoval ve variantách třímístných (91A, B, B-2) či čtyřmístných (91C, D) a vyráběn byl společností Saab v Linköpingu, která vyrobila 203 kusů, a licenčně u firmy De Schelde v nizozemském Dordrechtu, kde vzniklo 120 kusů.

## Vznik a vývoj

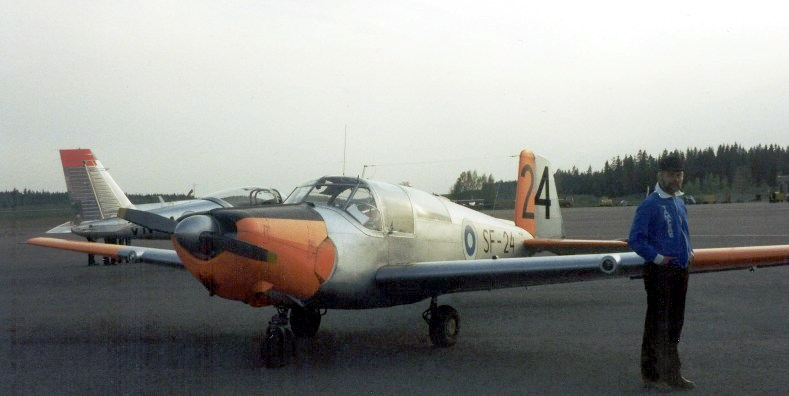
Finský Saab 91D Safir.

Saab 91 poprvé vzlétl 20. listopadu 1945. Jednalo se o stroj celokovové konstrukce, jehož šéfkonstruktér Anders J. Andersson v období před druhou světovou válkou pracoval u německé společnosti Bücker, kde navrhl převážně dřevěný Bücker Bü 181 Bestmann, s nímž Safir sdílel mnoho prvků koncepce.
Safir 91A byl poháněn čtyřválcovým motorem de Havilland Gipsy Major 2c o výkonu 125 hp, a později motorem  Gipsy Major 10 o výkonu 145 hp. Varianty 91B, B-2 a C byly poháněny šestiválcem Lycoming O-435A o výkonu 190 hp, a 91D měl čtyřválcový Lycoming O-360-A1A o výkonu 180 hp. 
Vznikly také experimentální varianty, určené ke zkouškám šípového křídla pro stíhací letouny Saab 29 a Saab 32 při nízkých rychlostech.

## Operační historie
Bylo vyrobeno celkem 323 kusů typu, v pěti variantách (A, B, B-2, C a D) a Safir byl užíván letectvy Švédska, Norska, Finska, Rakouska, Tuniska a Etiopie jako cvičný a spojovací letoun,:s.94 a jeden exemplář byl užíván japonským úřadem pro obranu jako experimentální při testování letounů vlastností STOL.
Hlavními civilními uživateli byli Air France, Lufthansa a nizozemská letecká škola Rijksluchtvaartschool (RLS) na letišti Groningen Airport Eelde nedaleko Groningen.
Během vývoje typu Saab 29 byl původní prototyp Saabu 91 vybaven šípovými křídly Saabu 29 ve zmenšeném měřítku, se kterým nesl označení Saab 201. Týž drak byl později osazen křídly určenými pro testování aerodynamické koncepce stíhače Saab 32 Lansen, pod označením Saab 202.
Jeden exemplář Saabu 91 byl v Japonsku modifikován na experimentální pod označením X1G1.:s.97

## Varianty

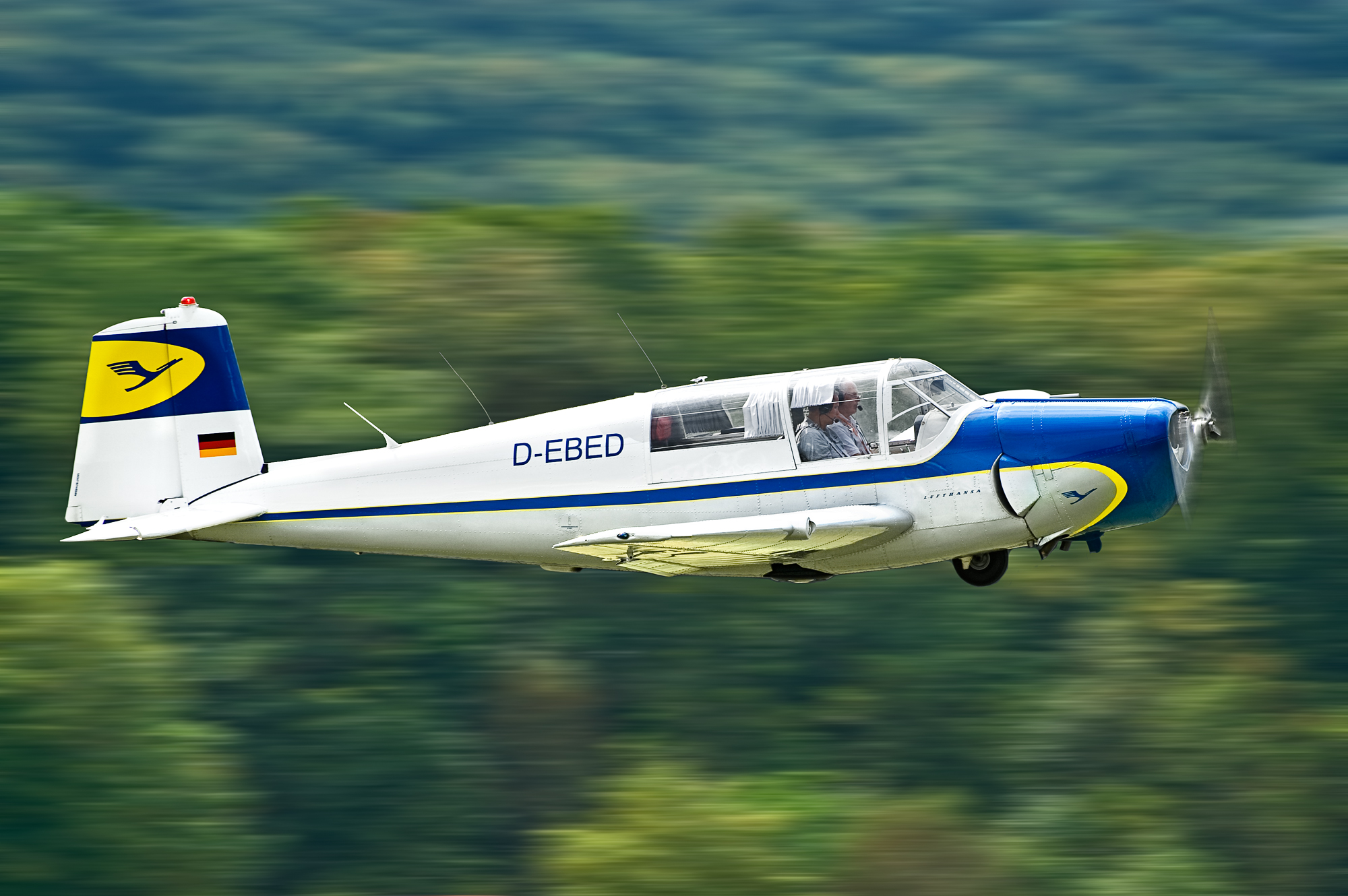
Safir 91B krátce po startu z letiště Hahnweide.

91A
Původní třímístné výrobní provedení poháněné motorem de Havilland Gipsy Major 10 o výkonu 145 hp (108 kW).
91B
Třímístná varianta s motorem Lycoming O-435 o výkonu 190 hp (140 kW).
91B-2
Varianta verze 91B s menšími úpravami, zejména plynule stavitelnou vrtulí, určená pro Norské královské letectvo.
91C
Čtyřmístná varianta odvozená od 91B, s palivovými nádržemi přesunutými do křídel a plynule stavitelnou vrtulí.
91D
Čtyřmístná verze s motorem Lycoming O-360 o výkonu 180 hp (130 kW) a plynule stavitelnou vrtulí.

## Uživatelé

### Vojenští a vládní
- Etiopie
  - Etiopské letectvo
- Finsko
  - Finské letectvo
  - Finská pohraniční stráž
- Japonsko
  - Ústav technického výzkumu a vývoje ministerstva obrany Japonska
- Norsko
  - Norské královské letectvo
- Rakousko
  - Rakouské letectvo
- Švédsko
  - Švédské letectvo
- Tunisko
  - Tuniské letectvo

### Civilní
- Belgie
  - SABENA
- Francie
  - Air France
- Německo
  - Lufthansa
- Nizozemsko
  - Rijksluchtvaartschool
- Paraguay
  - Aeroclub del Paraguay

## Specifikace

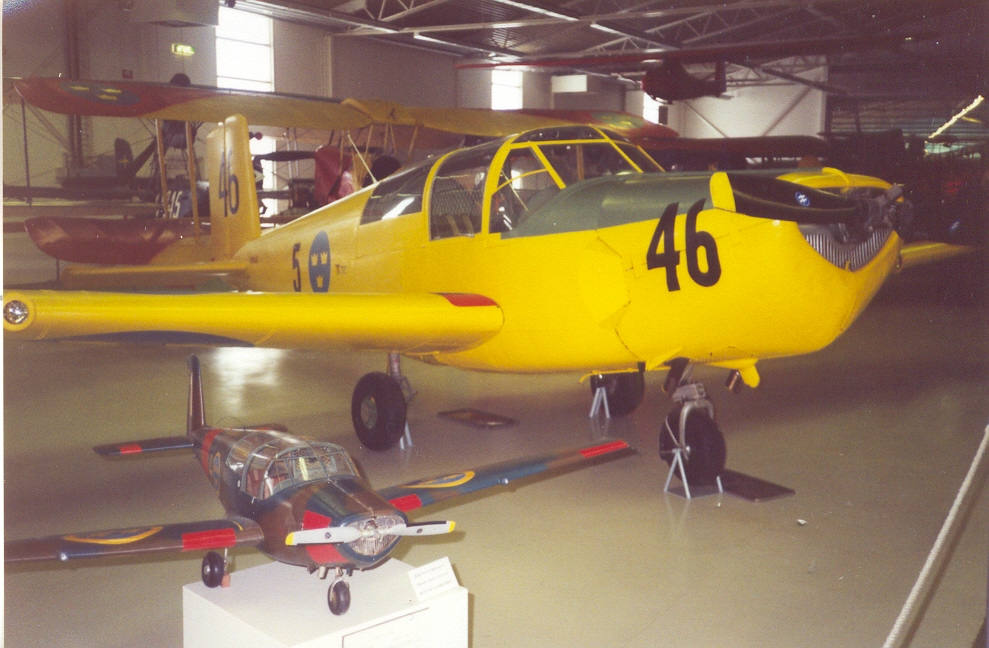
Saab 91B Safir vystavený ve Flygvapenmuseum v Linköpingu.

Údaje platí pro variantu Saab 91A:s.98

### Technické údaje
- Osádka: 1
- Kapacita: 2 pasažéři
- Délka: 7,80 m
- Rozpětí křídel: 10,60 m
- Výška: 2,20 m
- Plocha křídel: 13,60 m²
- Hmotnost prázdného stroje: 580 kg
- Vzletová hmotnost: 1 075 kg[1]
- Pohonná jednotka: 1 × vzduchem chlazený invertní čtyřválcový řadový motor de Havilland Gipsy Major 10
- Výkon pohonné jednotky: 145 hp (108 kW)

### Výkony
- Maximální rychlost: 264 km/h
- Cestovní rychlost: 248 km/h[1]
- Pádová rychlost: 85 km/h
- Dolet: 960 km[1]
- Praktický dostup: 4 600 m
- Stoupavost: 3,9 m/s[1]